# Dama tuareg
La dama tuareg è un gioco praticato dai Tuareg nel deserto e simile a quello che in Italia viene chiamato tria (Veneto) o tris o grisia (Piemonte). La denominazione utilizzata dai Tuareg stessi per questo gioco è dära (presso i tuareg del sud, apparentemente prestito dall'hausa) o keraḍ (tuareg del nord, parola che significa "tre"). Nonostante il nome, il gioco si avvicina più a quello del mulino che a quello della dama.

## Materiale occorrente
Il gioco  si svolge tra due giocatori, e sembra praticato solamente tra maschi. Per iniziare, si disegna sulla sabbia la tavola da gioco disponendo per righe e per colonne un determinato numero di buche e ci si procura le pedine, in numero di 12 per ogni giocatore  (generalmente si usano escrementi secchi di cammello, pezzetti di carbonella, legnetti).
Il numero di caselle (buche, in tuareg anu "pozzo") è variabile. La versione più diffusa, secondo Bernus, è di trenta caselle (6 x 5), ma ne esistono anche di 42 caselle (ad esempio quella descritta da Foucauld, con 18 pedine per giocatore).

## Svolgimento del gioco
Il gioco si compone di due fasi. Nella prima, i due giocatori dispongono a turno le 12 pedine sulla scacchiera, facendo attenzione a non allinearne mai tre una accanto all'altra (se un giocatore lo fa, per inavvertenza, viene richiamato con la frase "sei entrato nella tenda di tua suocera": un gesto non consentito dalle norme di comportamento tuareg).
Poi ha inizio la seconda fase, in cui, a turno, ogni giocatore sposta una pedina alla volta in una casella libera adiacente, in orizzontale o in verticale (non in diagonale). Ogni volta che un giocatore riesce a disporre tre pedine in fila (e non più di tre) ne "mangia" una dell'avversario a piacere (se ne elimina dal gioco una soltanto anche se nella stessa mossa si produce più di un allineamento di tre pedine). Vince chi lascia l'avversario con 2 pedine.

## Punteggio
Chi vince una mano (äddal, "gioco") acquisisce un punto (2 se l'avversario non è riuscito a fare neanche un allineamento), e per stabilire il vincitore finale questi punti non vengono semplicemente sommati, ma si ha un meccanismo di conteggio analogo a quello del tennis (gioco/game - partita/set - incontro/match).  Chi colleziona 4 punti è vincitore di una "partita" (äddal meqqerän, lett. "grande gioco"), e per le "partite" successive il computo dei punti riparte da zero per entrambi. L'incontro termina quando un giocatore raggiunge per primo un numero di "partite" vittoriose fissato in precedenza.

## Terminologia
Come ha osservato Bernus (1975), la terminologia usata nel corso del gioco è calcata su quella della società tradizionale tuareg, improntata alla vita nomade dell'allevatore.

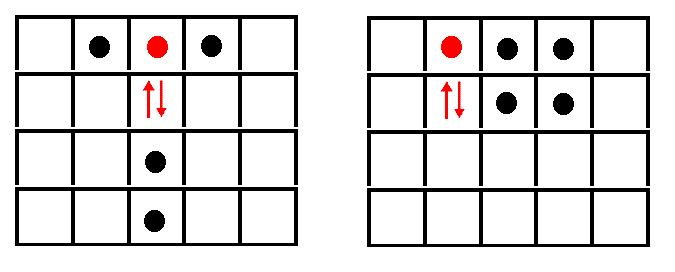
Due buone combinazioni del gioco: la pedina in rosso è la tebagawt. Spostandola su e giù ad ogni mossa completa una serie di tre pedine.

Quando uno vince una giocata si dice che ila alem "ha un cammello", mentre ogni partita rappresenta okkoz imenas "quattro cammelli". Quando un giocatore non riesce ad impedire all'altro di spostare la pedina in una casella (anu, "pozzo") che permette l'allineamento, gli dice eshishweq-q aman "ti ho lasciato bere".  Viceversa, di chi non riesce a segnare neanche un allineamento si dice che war ishwa ("non ha bevuto"), o aghraf, cioè "ha passato tutta la giornata senza abbeverarsi" (termine specifico per il bestiame).
Inoltre, quando si verifica una determinata posizione dei pezzi, che permette ad un giocatore di allineare tre pedine ad ogni mossa, semplicemente ripetendo lo stesso movimento avanti e indietro (vedi figura), la pedina che, spostandosi, permette queste combinazioni, è detta tebagawt "giumenta", e l'azione di spostarla avanti e indietro è asri, letteralmente "far galoppare". L'avversario cercherà allora di aghtes tebagawt lett. "tagliare la giumenta", il che si può intendere sia nel senso di "tagliarle la strada" sia in quello di "tagliarle i garretti".